# تيم ديفيس (لاعب كرة قاعدة)
تيم ديفيس (بالإنجليزية: Tim Davis)‏ هو لاعب كرة قاعدة أمريكي، ولد في 14 يوليو 1970 في ماريانا في الولايات المتحدة.

## وصلات خارجية
- تيم ديفيس على موقعبيزبول رفرنس.كوم (الدوري الرئيسي) (الإنجليزية)